# CLANNAD
CLANNAD (クラナド Kuranado?) es una novela visual japonesa desarrollada por la compañía Key, fabricantes de otros juegos tales como Kanon y Air. Fue publicada el 28 de abril de 2004 en una edición limitada para PC, luego de postergarse su lanzamiento en varias ocasiones, y meses más tarde, el 8 de agosto, fue lanzada una edición regular. Asimismo, hubo versiones para la PlayStation 2, PlayStation 3, PlayStation Portable y Xbox 360. Clannad fue uno de los videojuegos bishōjo más vendidos el año de su lanzamiento y se le considera también como uno de los más populares en Japón. 
A diferencia de los anteriores trabajos de la compañía, Kanon y Air, que originalmente fueron lanzadas como novelas visuales de contenido erótico y censuradas para el mercado más joven, Clannad es su primer juego apto para todo público, sin contener situaciones subidas de tono o cualquier indicio de fanservice sexual. Sin embargo, el 25 de noviembre de 2005 se lanzó un spin-off adulto de Clannad, titulado Tomoyo After: It's a Wonderful Life (智代アフター ～It's a Wonderful Life～ Tomoyo Afutāー ～It's a Wonderful Life～?) y enfocado en Tomoyo Sakagami, una de las cinco protagonistas de Clannad. 
Ha tenido también numerosas adaptaciones: una serie de cuatro mangas en orden cronológico, en las revistas Comic Rush, Comi Digi +, Dengeki G's Magazine y Dragon Age Pure; una película realizada por Toei Animation (quienes también adaptaron Kanon al anime en 2002 y la película de Air), lanzada el 15 de septiembre de 2007; dos temporadas de anime (incluidas dos OVA), producidas por Kyoto Animation (nueva versión de Kanon y la serie de Air) de veintitrés y veinticuatro capítulos; dos CD drama y una novela ligera.

## Argumento
Clannad narra la historia de Tomoya Okazaki, un melancólico estudiante de tercer año de preparatoria. Al morir su madre cuando él era joven, queda en custodia de Naoyuki, su padre, quien al verse afectado por esta trágica pérdida acaba hundido en el juego y el alcohol. Las relaciones padre-hijo se complican hasta el punto en que Tomoya decide frecuentar su casa lo menos posible, desarrollando una personalidad cerrada e indiferente, llena de conflictos interiores y sin deseos de superación.
Su vida da un giro cuando una mañana de camino a la escuela conoce a Nagisa Furukawa, una enigmática muchacha con cualidades algo fuera de lo corriente y que cambiará su manera de ver el mundo. Desde ese momento comienza una amistad entre ambos. A lo largo de la historia aparecen nuevos compañeros, nuevas situaciones, nuevos desafíos, momentos tristes y alegres, y juntos viven experiencias extrañas e insólitas que les hace entender la fortaleza y fragilidad de la vida.

## Temática
La primera parte de la historia consiste en la vida estudiantil de los personajes, que ocurre en una de las mejores escuelas de la ciudad. Los lugares frecuentados usualmente fuera de esta son la panadería de los padres de Nagisa o el dormitorio en el que vive Youhei Sunohara, el amigo de Tomoya. A medida que avanza la trama se pueden apreciar atisbos de un mundo alterno que se muestra como un espejismo ante el espectador. Este es un mundo en donde nada nace y nada muere, y donde el tiempo no existe. La segunda parte de la historia tiene lugar en la misma ciudad pero con los personajes ya mayores. 
A lo largo de Clannad se pueden apreciar numerosos temas. Uno de los principales se relaciona con el tener una familia, pues como nos dice el escritor Jun Maeda, el título de la serie es un término que deriva del irlandés familia o clan. Consiste en el juego de palabras de Clann As Dohbar creado por la banda Clannad (grupo musical irlandés), y que quiere decir la familia de Dore. De los seis protagonistas, son Tomoya, Nagisa y Kotomi los únicos que no tienen hermanos, por lo que sus padres se convierten en el factor principal de sus historias. De estas, la historia de Nagisa se hizo para incorporar lo que Maeda describe como la “familia perfecta”, puesto que, a diferencia de otras, ella y sus padres viven tranquilos y felices. Los personajes de Tomoya y Nagisa fueron hechos en un estilo que ejemplifica el paso hacia la verdadera vida adulta al final de la serie. Las historias de Fuko y Kyou tienen a sus hermanas como elemento principal, mientras que la historia de Tomoyo involucra su familia entera. 
Un motivo de menor importancia acerca del uso de términos irlandeses está en el opening del juego, Mag Mell, que significa aproximadamente “llano de alegría” y que se relaciona con los mitos de ese país. Por otro lado, el álbum de Clannad, que contiene remixes de las canciones originales del juego, recibe el nombre de Mabigoni, que era una colección de historias en prosa de los manuscritos medievales galeses. Tanto el galés como el irlandés son lenguas celtas.

## Personajes
Tomoya Okazaki (岡崎 朋也 Okazaki Tomoya?)
Voz por: Yūichi Nakamura, David Matranga (inglés)
Protagonista de la serie. Un chico que llega tarde a la escuela, se salta varias clases paseando por el campus, permanece en la calle toda la noche, dejándose conocer como un delincuente, cosa que para él, al parecer, le tiene sin cuidado. Su madre, Atsuko, falleció en un accidente de coche cuando él era joven, lo cual lo dejó en la soledad. Tomoya ha estado viviendo con su padre, Naoyuki, pero discute con él constantemente ya que su padre debido a haber perdido a su mujer dejó el trabajo y se convirtió en un vago, causa de que no vaya a su casa. Quedó discapacitado del hombro derecho después de una pelea con su padre tres años atrás, causando así el odio hacia este, teniendo impedido el jugar baloncesto, su deporte preferido. A pesar de todos sus problemas personales, se caracteriza por ser un chico amable que incluso ayuda a sus nuevas amigas a alcanzar sus sueños y metas, a lo largo de la historia tiene una amistad muy cercana a Nagisa Furukawa de la cual termina enamorándose, declarándose y siendo aceptado por ella. Por alguna razón él tiene la facilidad de inventar "historias" un tanto exageradas sin ningún esfuerzo; historias que muchos, increíblemente, terminan creyendo.
Nagisa Furukawa (古河 渚 Furukawa Nagisa?)
Voz por: Mai Nakahara, Luci Christian (inglés)
Aunque ella está en su tercer año en la secundaria superior, Nagisa es un año mayor que Tomoya, y tuvo que repetir el grado después de una enfermedad que duró varios meses. Conoce a Tomoya durante su camino a la escuela. Ella tiene un hábito extraño de murmurar los nombres de los alimentos que a ella le gustan para darse ánimos, tal como "anpan" / "Panecillos" / "Pan Dulce" y comienza a hablar creyendo que está sola. Tomoya, que está a su lado, la escucha y le contesta, comenzando así una amistad a lo largo del anime, donde Tomoya se enamora de ella. Nagisa desea restablecer el club de teatro, aunque no tiene mucha confianza en sí misma. Tiene una pequeña obsesión con una antigua canción llamada "La Gran Familia Dango" y la canta constantemente. Nagisa está muy enamorada de Tomoya pero no tanto al principio; sus sentimientos se demuestran en el transcurrir de la serie y se intensifica al final cuando él se le declara. Su grupo sanguíneo es A, su signo es Capricornio. Su cumpleaños es el 24 de diciembre.
Youhei Sunohara (春原阳平 Sunohara Yōhei?)
Voz por: Daisuke Sakaguchi, Grey Ayres (inglés)
Youhei es amigo de Tomoya y es también un delincuente. Ingresó a la escuela de atletismo por una recomendación en el fútbol, pero fue expulsado del equipo después de haber peleado contra el equipo y dejándolos en pésimas condiciones para su siguiente partido importante. Después de este incidente, se convirtió en perezoso, siendo el único estudiante con una mayor ausencia que Tomoya. Él y Tomoya se conocen como la "Dirty Pair" en la escuela. A pesar de ser un personaje cómico, Youhei desempeña un papel importante en algunos episodios de la historia, especialmente en relación con su hermana Mei, quien trata de traer de vuelta a su hermano a como era antes, después de ver su situación actual como un delincuente, y también es muy astuto aunque no lo demuestre demasiado. 
Kyōu Fujibayashi (藤林 杏 Fujibayashi Kyō?)
Voz por: Ryō Hirohashi, Shelley Calene-Black (inglés)
Es una chica extrovertida y agresiva conocida por ser buena cocinera. Ella estaba en la clase de Tomoya en su segundo año, y ha mantenido una amistad constante con él aunque no estén en la misma clase. Ella es actualmente la delegada de su clase. Tiene un pequeño jabalí como mascota llamado Button (ボタン Botan?, del ing. Botón). En la primera temporada se le nota que está enamorada del protagonista, pero a la vez ayuda a su Hermana gemela Fujibayashi Ryōu con Okazaki Tomoya. Aunque tenga pinta de ser agresiva tiene buen corazón, ayuda a su hermana Ryōu en todo momento.
Kotomi Ichinose (一ノ瀬 ことみ Ichinose Kotomi?)
Voz por: Mamiko Noto, Emily Neves (inglés)
Cursa el mismo año que Tomoya, pero, como Kyōu, en otra clase que la de él. Está entre los diez mejores alumnos de su edad en todo el país, no acostumbra entrar a las clases, prefiriendo permanecer en la biblioteca y leer varios libros al día. Es una muchacha muy reservada y es absolutamente difícil comunicarse con ella. En su tiempo libre, toca el violín (no siendo muy hábil). Se ve que está interesada en Tomoya, ya que Tomoya era un amigo suyo de la infancia, pero este no la recuerda.
Tomoyo Sakagami (坂上 智代 Sakagami Tomoyo?)
Voz por: Houko Kuwashima, Kaytha Coker (inglés)
Fue transferida a la escuela donde está Tomoya y cursa el segundo año. Al inicio se rumorea que es una chica violenta y de mala conducta. Estos rumores se confirman más adelante cuando ella vence a varios estudiantes de su escuela anterior cuando fueron a la actual. Su estilo de lucha parece provenir de entrenamiento en artes marciales. Aunque Tomoya es mayor que ella, no muestra respeto hacia él, pero poco a poco lo va admirando, y esta se da cuenta de la razón por la que él hace muchas cosas por el Club de Teatro. Tiene un hermano menor llamado Takafumi (鷹文?). Siempre le da patadas a Sunohara ya que siempre la molesta.
Fūko Ibuki (伊吹 風子 Ibuki Fūko?)
Voz por: Ai Nonaka, Hilary Haag (inglés)
Es una estudiante de primer año en la escuela de Tomoya, que dos o tres años antes sufre un accidente y queda en estado de coma. Es la hermana menor de una de las anteriores maestras de Nagisa, Kouko Ibuki. Siempre está sola, y se le encuentra haciendo estrellas de mar de madera con un cuchillo pequeño para entregar a los alumnos de la escuela como presentes. Ella regala estas estrellas de mar para que los alumnos vayan al matrimonio de su hermana mayor Ibuki-sensei. Esta manía drena su concentración y conocimiento de lo que se encuentra a su alrededor.
Ryōu Fujibayashi (藤林 亮 Fujibayashi Ryō?)
Voz por: Akemi Kanda, Brittney Karbowski (inglés)
Es una chica al contrario de su hermana gemela Kyōu introvertida y pasiva conocida por ser mala cocinera, pero buena en la adivinación del futuro mediante la lectura de cartas. Ella está en la clase de Tomoya en este año, y se ha fijado en él como un amor platónico; aunque estén en la misma clase, no es capaz de confesarle abiertamente sus sentimientos, y es ayudada en ello por su hermana. Ella es actualmente la delegada de la clase.

## Media

### Novela visual
La novela visual de Clannad se divide en dos segmentos. Al principio del juego, solamente el arco de la vida escolar está disponible para jugar, pero una vez terminada, se puede acceder al After Story. Esto está a través de la colección de ocho "luces", u "orbes", que se pueden obtener después de que se termina el recorrido con una personaje; una de las luces desaparecerá de la vida en el high school, pero reaparecerá en el After Story. La vida de high school presenta al protagonista en su último año, conociendo a todos los personajes, aunque el foco se mantiene en las cinco heroínas de la historia. After Story es principalmente una continuación del "orbe" de Nagisa, y se fija inmediatamente después de vida de la escuela cuando Nagisa y Tomoya ahora están viviendo sus vidas como pareja. Las distintas personajes aparecen, pero solo desempeñan papeles de menor importancia comparados a sus papeles en cada historia. Para ver la conclusión verdadera de Clannad, las trece luces deben ser obtenidas. 
La jugabilidad de Clannad requiere de poca interacción del jugador mientras que la mayor parte de la duración del juego está centrada en leer el texto que aparece en la pantalla del juego que representa diálogos entre los diferentes personajes o los pensamientos internos del protagonista. Un aspecto importante de Clannad (como en casi cada novela visual) son los "puntos" de la decisión; cuáles aparecen de vez en cuando que dan al jugador la oportunidad de elegir de un número limitado de opciones. El tiempo entre estos puntos de decisión es variable y puede ocurrir donde quiera a partir de un minuto a más. El juego se detiene brevemente en tales momentos y dependiendo de qué decisión toma el jugador, el diagrama progresará en una dirección específica. Hay cinco líneas de diagrama principales que el jugador tendrá la ocasión de experimentar, una para cada una de las heroínas en la historia, y hay un total de trece conclusiones posibles. Cada línea de diagrama se puede alcanzar con respuestas múltiples. 
Según Key, Clannad es "el trabajo más largo que hayan hecho", según una entrevista a Jun Maeda y Yūto Tonokawa en agosto de 2007. Mientras que ambos trabajos previos de Key, Kanon y AIR, habían sido lanzados primero como juegos para adultos y en seguida censurado para el mercado más joven como la mayoría de los juegos bishōjo, este, fue lanzado como un juego apto para todo público.

### Desarrollo
El productor ejecutivo de Clannad fue Takahiro Baba de Visual Art's; quien fue también productor ejecutivo de Air. Jun Maeda, uno de los principales guionistas de las tres novelas junto con Kai, y Yūichi Suzumoto, se encargaron de Clannad. Los asistentes para guionistas fueron proporcionados por Tōya Okano. Itaru Hinoue, quien trabajó en el diseño de personajes, encabezó la dirección de arte. Mikipon, Mochisuke, Na-Ga, y Shinory complementaron los gráficos de computadora. Torino proporcionó el arte de fondo. La banda sonora estuvo compuesta principalmente por Shinji Orito, y Magome Togoshi. Cuatro del personal de Key —Kai, Miracle Mikipon, Tōya Okano y Torino— se retiraron tras terminar Clannad.

### Videojuego
Clannad, se lanzó el 28 de abril de 2004 en una edición limitada para PC en formato DVD-ROM. Se vendió a 7.500 yenes sin impuestos. La versión para todo público, fue lanzado meses después, el 6 de agosto, al mismo precio que la edición limitada; ambas contenían a los personajes sin expresión de voz. La versión para consola, fue distribuida por Interchannel para la PlayStation 2 el 23 de febrero de 2006, a 7,560 yenes con impuestos. Se incluye el audio para los personajes de la novela visual, excepto Tomoya Okazaki. Una versión portable, jugable en los teléfonos móviles SoftBank 3G y FOMA fue producida por Prototype por medio de Visual Art's Motto, y fue estrenado el 16 de enero de 2008. Una versión para PC, agregándose audio a los personajes, fue lanzado el 29 de febrero de 2008 a 6.800 yenes. Esta versión incluye nuevas gráficas por computadora, mientras que para una versión similar para PlayStation 2 se mantendrían los mismos seiyūs; a excepción del personaje Tomoya. Prototype también produjo una versión para la PlayStation Portable lanzada el 29 de mayo de 2008 a 6.090 yenes y se mantienen los seiyūs del juego para PC. Prototype también distribuirá un juego para la consola Xbox 360 a estrenarse el 17 de julio de 2008. La versión para Xbox 360 utilizará el Xbox Live para distribuir las voces del CD Drama After Story, también producido por Prototype.

### Banda sonora
La versión de la novela visual tiene cuatro canciones principales, el opening "Mag Mell" (メグメル Megu Meru?), el ending principal "-Dos sombras-" (－影二つ－ -Kage Futatsu-?), el sencillo "Ana", y el ending de After Story, "Una pequeña palma" (小さなてのひら Chiisana Tenohira?). 
El opening y ending fueron interpretados por Riya de Eufonius, mientras que "Ana", fue interpretado por Lia de I've Sound. 
Seis de los personajes tienen su propia música de fondo, siendo las cinco heroínas y Yukine Miyazawa. 
El tema de Nagisa es su homónimo, "Nagisa" (渚?); 
el de Kyō es "Esto es como el viento" (それは風のように Sore wa Kaze no Yōni?); 
de Kotomi, "Étude Pour les Petites Supercordes"; 
de Tomoyo es "Su seriedad" (彼女の本気 Kanojo no Honki?); 
de Fuko es "Rápido, estrella de mar" (は～りぃすたーふぃしゅ Ha~rī Sutāfisshu?); 
el último, el tema de Yukine es "Fiesta de té en la sala de consultas" (資料室のお茶会 Shiryōshitsu no Ochakai?).
El primer álbum se llamó Sorarado, siendo lanzado en diciembre de 2003, incluyendo las canciones interpretadas por Riya. El siguiente álbum, Mabinogi, venía incluido con el lanzamiento original de Clannad en abril de 2004. La banda sonora original del juego fue lanzado en agosto de 2004 con un total de tres discos y 36 canciones diferentes con versiones remix de la música de fondo, versiones instrumentales, y versiones remix de los temas principales. Un álbum que le sigue a Sorarado fue lanzado en diciembre de 2004 llamado Sorarado Append; las canciones fueron nuevamente interpretadas por Riya. Un álbum remix titulado -Memento- fue también lanzado en 2004, incluyendo dos discos. Un álbum de arreglo de piano fue lanzado en diciembre de 2005, llamado Piano no Mori que contenía cinco canciones de Clannad y cinco de Tomoyo After: It's a Wonderful Life. Cada uno de los álbumes lanzados para la novela visual presenta la etiqueta de Key Sounds Label.

## Adaptaciones

### Libros
Un libro de treinta y nueve páginas llamado pre-Clannad fue publicado por Soft Bank Creative el 15 de abril de 2004. El libro contenía imágenes de la novela visual, una breve explicación de los personajes. Un fan book de ciento sesenta páginas fue publicado por Enterbrain el 12 de octubre de 2004 con detalles de la historia, partituras del opening y ending, y entrevistas a los creadores. Contiene también capítulos extras del Another Story.
Un conjunto de catorce historias cortas, fueron editadas en la revista japonesa Dengeki G's Magazine de ASCII Media Works, entre el 30 de julio de 2004 y 30 de agosto de 2005. Trece capítulos más un extra baja el título de Official Another Story Clannad: On the Hillside Path that Light Watches Over (Official Another Story Clannad 光見守る坂道で Official Another Story Clannad: Hikari Mimamoru Sakamichi de?). 
Las entregas fueron escritas por el personal de Key, mientras que cada historia estaba acompañada de ilustraciones hechas por el artista japonés GotoP. Dos historias más fueron incluidas cuando se unieron en tankobon el 25 de noviembre de 2005, en un total de 103 páginas. Las historias cortas fueron relanzadas para los teléfonos móviles SoftBank 3G y FOMA realizadas por Prototype a través de Visual Art's Motto a inicios de 2008. Un capítulo se lanza semanalmente para los celulares SoftBank 3G, tres semanas antes de la versión para los FOMA, y una versión para los teléfonos Au será lanzado para el verano boreal de 2008.

### Película deCLANNAD
Toei Animation (quienes también realizaron la primera adaptación a anime de Kanon y la película de Air) anunciaron durante el Tokyo Anime Fair del 23 de marzo de 2006 que una película de la novela visual Clannad sería estrenada.
El diseño de personajes original estuvo a cargo de Itaru Hinoue, director de arte de Key quien trabajó en la novela visual. Estos diseños fueron usados como plantilla para Megumi Kadonosono quien dio los cambios para la película. Kadonosono previamente había trabajado en una película animada a inicios de 2007: Oshare Majo Love and Berry: Shiawase no Mahō como director de arte, y en Kiddy Grade, como diseñador de los personajes. El guion fue escrito por Makoto Nakamura quien trabajó en el primer Kanon en 2002, y la película de Air en 2005.
La película de Clannad fue estrenada el 15 de septiembre de 2007, dirigida por el mismo director de Air, Osamu Dezaki. La película es una reinterpretación de la historia central de Clannad siendo Nagisa Furukawa la heroína protagonista. Su distribución en DVD tuvo tres ediciones: edición para coleccionistas, edición especial, y la edición regular, lanzadas el 7 de marzo de 2008.

### Anime
El 15 de marzo de 2007, la estación televisiva BS-i anunció una serie de televisión de Clannad mediante un tráiler de tan solo treinta segundos, transmitido al final de la adaptación de Kanon. Clannad fue producido por Kyoto Animation y dirigido por Tatsuya Ishihara, quien también trabajó en otras adaptaciones de las novelas de Key como Air, y Kanon. El anime fue transmitido entre el 4 de octubre de 2007 y el 27 de marzo de 2008, con un total de 23 de los 24 episodios planificados; la transmisión de la serie fue anunciada el 11 de agosto de 2007 en el festival de TBS, Anime Festa, ha sido licenciado en Estados Unidos por Sentai Filmworks y doblado en inglés, también se presume que para el año 2017, el anime podría ser licenciado para su transmisión en Hispanoamérica. El anime fue dividido en ocho DVD, siendo estrenados entre el 9 de diciembre de 2007 y el 16 de julio de 2008 por Pony Canyon, conteniendo cada disco tres episodios. De los veinticuatro, veintitrés fueron transmitidos en televisión, siendo los veintidós primeros, una historia y el veintitrés, un extra. El último episodio será lanzado como OVA en el octavo DVD el 16 de julio de 2008 y trata de una historia paralela a la serie, donde Tomoya y Tomoyo son pareja. El OVA fue visto en preestreno el 31 de mayo de 2008 para una audiencia de cuatrocientas personas escogidas vía una campaña por postal.
El opening fue "Mag Mell" ~cuckool mix 2007~ (メグメル～cuckool mix 2007～?) interpretado por Eufonius, un remix de "Mag Mell" -cockool mix-, presentado en el tercer disco del OST de la novela visual, quien a su vez es un remix de "Mag Mell" (メグメル Megu Meru?). El ending fue "Una gran familia de Dango" (だんご大家族 Dango Daikazoku?) interpretado por Chata. Presenta la misma melodía que "Pequeñas palmas" (小さなてのひら Chiisana Tenohira?), ending del After Story de la novela visual. El resto del soundtrack, es una muestra del juego, incluyendo Clannad Original Soundtrack, Mabinogi, -Memento-, Sorarado, y Sorarado Append. 
Según lo anunciado en la edición de mayo de 2008 (publicado el 30 de marzo de 2008) de la revista Dengeki G's Magazine, Kyoto Animation produciría una segunda serie titulada Clannad After Story que animaría, como afirma el título, la segunda parte de la novela visual, el After Story, continuación de la historia de Nagisa. El anime sería transmitido con el mismo personal y seiyūs de la primera serie. Después del ending del episodio veintitrés de la primera serie de Clannad, un tráiler de veinticinco segundos de la segunda serie fue emitida.
Finalmente Clannad After Story fue transmitida el 3 de octubre de 2008 y también licenciada en los Estados Unidos por Sentai Filmworks y doblada en inglés. Esta segunda temporada contó con 22 capítulos junto a otros tres especiales. El opening de esta temporada fue "Toki wo Kizamu Uta", interpretado por Lia, la que también interpretó el ending "Torch". La transmisión de la segunda temporada finalizó el 13 de marzo de 2009.

### Manga
El primer manga original de Clannad empezó a publicarse en la revista Comic Rush desde el 7 de mayo de 2005 con el título de Clannad Cómic Oficial. La editora Jive reunió todos los episodios en 5 tankobon; el quinto publicándose el 7 de marzo de 2008. La historia fue adaptada de la novela visual e ilustrada por el mangaka Juri Misaki. Los primeros dos volúmenes contienen seis capítulos cada uno, mientras que el tercero, siete.
El segundo manga de Clannad, con el título de Otra historia oficial de Clannad: En el sendero a la ladera en que la luz vigila (光見守る坂道で Hikari Mimamoru Sakamishi de?) empezó a publicarse desde el 21 de julio de 2007 en la revista Comi Digi +, de la editora Flex Comix. La historia fue adaptada de una corta historia de colección, y fue ilustrado por Rino Fujii. El primer tankobon fue lanzado por Broccoli el 21 de febrero de 2008 en versión limitada y regular. La versión limitada, incluía un cuaderno negro con el emblema de la escuela en donde estudia Tomoya en la portada. Para conmemorar la venta, se realizó una sesión de firma de autógrafos del mangaka el 2 de marzo de 2008 en Gamers in Nagoya, Japón.
Una tercera entrega de Clannad empezó a publicarse desde el 30 de junio de 2007 en la revista seinen japonesa Dengeki G's Magazine, de la editora ASCII Media Works. La historia fue adaptada de lanovela visual, e ilustrada por Shaa. El primer tankobon fue publicado el 27 de febrero de 2008. Un cuarto manga bajo el título de Clannad: Mi querida Tomoyo se está publicando desde el 20 de febrero de 2008 en la revista shōnen Dragon Age Pure, de Fujimi Shobō. La historia se centra en la historia de Tomoyo de la novela visual, y es ilustrado por Yukiko Sumiyoshi.
Hay también cuatro antologías producidas por diferentes compañías e ilustrados por una multitud de mangakas. El primero en publicarse, fue el 24 de junio de 2004 titulada Clannad y lanzada por Ohzora, bajo la etiqueta Twin Heart Comics. Terminó su serialización el 25 de abril de 2005 con un total de cinco volúmenes. La segunda, de un solo volumen, fue publicada por la editora Jive el 25 de enero de 2005 titulada Comic Antología de Clannad: Otra Sinfonía. La tercera antología, fue publicada en dos volúmenes por Ichijinsha el 25 de junio y el 24 de julio de 2004 como DNA Media Comics; un volumen especial fue lanzado el 25 de diciembre de 2007. El último, una colección yonkoma fue publicada por la editora Enterbrain bajo el título Magi-Cu 4-koma Clannad, el 25 de febrero de 2008. Cada antología fue escrita e ilustrada por 20 personas cada volumen.

## Recepción
A través del ranking nacional de juegos bishōjo vendidos en Japón, la edición limitada de Clannad fue primera dos veces desde su lanzamiento. las primeras dos semanas de junio de 2004 celebraron el ranking final para el lanzamiento original en el cuadragésimo lugar. La edición regular de Clannad obtuvo el puesto veintiséis en el ranking. Los siguientes, u últimos, dos rankings para la edición regular obtuvieron el puesto treinta y siete y cuarenta y uno. Clannad fue el segundo juego más vendido en 2004, solo superado por Fate/stay night. Clannad fue el segundo juego bishōjo más vendido del 2004, con 100,560 unidades, detrás de Fate/stay night con aproximadamente 46,000 unidades más vendidas. De acuerdo con las ventas más exitosas de la semana del 26 de febrero de 2006, la versión del juego para PlayStation 2 fue uno de los más vendidos es Japón, con 28,987 unidades. El juego para PlayStation 2 fue criticado por la revista de juegos Famitsu, obteniendo una aceptación de 26/40 (con puntuaciones individuales de 7, 7, 6, y 6). De acuerdo a la publicación de octubre de 2007 de la revista Dengeki G's Magazine, una encuesta coloca al juego dentro de los cincuenta mejores bishōjo lanzados. De 249 títulos, Clannad obtuvo el primer lugar con 114 votos, siendo el segundo lugar, Fate/stay night, con 86.
Gamania Entertainment aloja un evento basado en Clannad junto con sus dos juegos MMORPG, Hiten Online y Holy Beast Online. Entre el 26 de marzo de 2008 y el 26 de junio de 2008, los dos juegos ofrecen uniformes de la escuela de Clannad, y también a la mascota de Kyō, Button. También, los jugadores que tuvieran un buen nivel dentro del juego, participaron en un sorteo donde los premios eran objetos relacionados con este videojuego.
Un mundo virtual 3D llamado Ai Sp@ce está siendo distribuido por la distribuidora de videojuegos Headlock, en donde los usuarios pueden interactuar con heroínas de diferentes juegos bihōjo como Clannad, Shuffle!, y D.C. II: Da Capo II. Para el verano boreal de 2008, el mundo reconstruirá cada licencia del juego en su propia isla virtual que sea ligada a una isla central de Akihabara en donde los usuarios pueden obrar recíprocamente, llenando el vacío entre las licencias separadas. Los usuarios podrán crear un avatar adaptable para representarse en el juego, junto con elegir a una heroína para vivir con ella.
La serie anime y la película distribuidas en DVD tuvieron una buena aceptación en ventas. El primer DVD en edición limitada de la serie obtuvo el tercer lugar en ventas durante las semanas del 19 de diciembre y 25 de diciembre de 2007. El segundo, obtuvo el primer lugar durante su semana de lanzamiento, mientras que el sexto DVD en edición limitada obtuvieron un cuarto lugar durante las semanas del 21 y 27 de mayo de 2008. La edición especial del DVD obtuvo el tercer lugar en su semana de lanzamiento, descendiendo al décimo lugar en las semanas posteriores.